# Modelo de las 7 S de McKinsey
Las 7S de McKinsey es un modelo que une los 7 factores básicos para cualquier estructura organizativa. Suele emplearse para evaluar si la implementación de cualquier tipo de estrategia en la organización estaría alineado con dichos factores. En caso negativo sería necesario replantearse parte o la totalidad de la estrategia.
El concepto parte del libro de dos antiguos consultores de McKinsey, Tom Peters y Robert Waterman, autores de En Busca de la Excelencia, aunque algunos extienden la paternidad del concepto a Richard Pascale y Anthony Athos en El Arte de la Administración Japonesa. Ambos libros se publicaron a principios de los 80.

## Elementos que Componen las 7-S
Las 7S de McKinsey está compuesta por 7 esferas interconectadas entre sí, cuyo elemento central son los valores compartidos. Cada una de las esferas refleja un elemento básico en cualquier organización.
- STYLE (estilo): El estilo se refiere a la cultura de la organización. Normalmente es la cúpula gerencial quien establece un modelo de comportamiento, y da ejemplo a las capas inferiores de la empresa. Viene a ser la cara de la empresa.

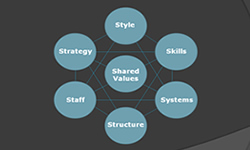

- STAFF (personal): Los empleados son la columna vertebral de cualquier organización y uno de sus más importantes activos. Los recursos humanos deben estar orientados hacia la estrategia.

- SYSTEMS (sistemas): Incluye los procesos internos que definen los parámetros de funcionamiento de la empresa y los sistemas de información son los canales por los que discurre la información. Los procesos y la información pueden compararse con la sangre que fluye por un cuerpo.

- STRATEGY (estrategia): La manera de organizar y enfocar los recursos, para conseguir los objetivos de la organización. Podríamos compararlo con el cerebro de una organización.

- STRUCTURE (estructura): La manera en que se organizan, se relacionan e interactúan las distintas variables como unidades de negocio. Pueden ser departamentales, geográficas (local, global o multidoméstica), de gestión (centralizada o descentralizada, etc.). También puede incluir la fórmula jurídica que adquiere la entidad (sociedad anónima, limitada, joint-venture...), la fórmula de expansión (franquicia, orgánica, fusiones…), de organización jerárquica (centralizada o descentralizada), de recursos humanos (estructura piramidal o plana) y un largo etcétera.

- SKILLS (habilidades): Se refiere a las habilidades y capacidades requeridas por los miembros de la organización. Es lo que Michael Porter llama Competencias Centrales. También puede referirse al know-how (saber cómo).

- SHARED VALUES (valores compartidos): Los valores compartidos son el corazón de la empresa. Lo que une a sus miembros y alinea a todos ellos en la misma dirección.

Existe una clara interacción entre STYLE y SHARED VALUES. Normalmente se asocia al primero el concepto de Cultura Empresarial o Valores Corporativos, y al segundo el concepto de Misión. Ambos conceptos, a menudo están influidos por la idiosincrasia del fundador, a veces el origen de la empresa, y a veces simplemente se van forjando con el tiempo. Ambos atributos reflejan a la vez la ética y estética de la empresa.

## Aplicaciones Prácticas de las 7-S
Según indican algunos expertos, el modelo es una guía para el cambio organizacional que parte de tres premisas muy importantes:
La existencia de una multiplicidad de factores que influyen en la viabilidad y correcto desarrollo de una organización:
- Soft skills o "habilidades emocionales": Shared Values, Skills, Style, Staff.
- Hard skills o "habilidades racionales": Strategy, Structure, Systems.

No es suficiente la identificación de esta diversidad de factores. Lo más importante es la combinación que se logra entre ellos para optimizar los resultados. 

La forma esquemática del modelo, más cerca de una red de relaciones que de una estructura piramidal, determina que a priori ninguno de los factores es más relevante para mejorar la eficacia organizacional.